# الكسندر وليامز
الكسندر وليامز (بالإنجليزية: Alexander Williams)‏ هو محام بالقضاء العالي بريطاني، ولد في 18 أكتوبر 1967 في لندن في المملكة المتحدة.

## وصلات خارجية
- الموقع الرسمي
- الكسندر وليامز على موقع IMDb (الإنجليزية)
- الكسندر وليامز على موقع قاعدة بيانات الفيلم (الإنجليزية)